# El Faustino
El Faustino es una ranchería del municipio de Balancán ubicado en la subregión de los Ríos del estado mexicano de Tabasco.

## Geografía
La localidad se ubica a 16.1 kilómetros (en dirección sur) de la localidad de Balancán de Domínguez, la cabecera y lugar más poblado del municipio. Se sitúa en las coordenadas geográficas 17°57′03″N 91°31′30″O / 17.950833, -91.525000, a una elevación de 30 metros sobre el nivel del mar.

## Demografía
Según el Conteo de Población y Vivienda 2020, efectuado por el Instituto Nacional de Estadística y Geografía, la localidad de El Faustino tiene 144 habitantes, de los cuales 73 son del sexo masculino y 71 del sexo femenino. Su tasa de fecundidad es de 2.46 hijos por mujer y tiene 43 viviendas particulares habitadas.
| Gráfica de evolución demográfica de El Faustino entre 1980 y 2020 |
|                                                                   |
| INEGI.                                                            |